# Caesia silva

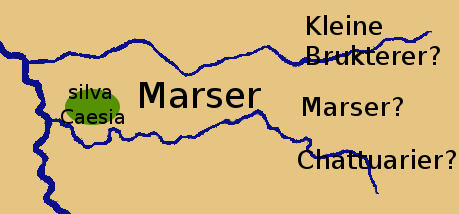
Der Caesia silva, Heissiwald zwischen Lippe und Ruhr

Die Caesia silva war ein Waldgebiet sowie topographische Landmarke und Flurname der Germanischen Eisenzeit in der Germania magna und des Mittelalters im Süden der Stadt Essen (Heissiwald) im Gebiet zwischen den Mündungen der Lippe und Ruhr in den Rhein.
Der geographische Name erscheint einmalig bei Tacitus (Ann. 1, 50 Caesiam, (Akk. Sg.)) in der Schilderung des Zuges des Germanicus im Jahre 14 n. Chr. in das Gebiet der Marser und der Zerstörung des Heiligtums der Tamfana. Germanicus nutzte eine Wegschneise durch den Wald, die vor ihm Tiberius bereits im Jahr 11 geschlagen hatte.
In der Karolingerzeit ist der Wald als Grenze zwischen fränkischem Gebiet und dem der Sachsen im ältesten Urbar des Klosters Werden für das Jahr 796 (silva Heissi, in aquilonari parte fluvii Ruri) belegt, nachdem die Sachsen die Brukterer im Jahr 685 unterworfen hatten.
Rudolf Much deutete Caesia als einen romanisierten, den Germanen und Kelten gemeinsamen Namen. Für die Verbindung des römerzeitlichen Belegs Caesia mit dem mittelalterlichen Heissi wird eine lateinische Lautsubstitution -c- für germanisch -χ- und lateinisch -ae- für germanisch -ai- angenommen und bereits durch Jacob Grimm und Karl Müllenhoff mit dem mittelalterlichen urkundlichen althochdeutschen silva Heissi, heissi hergestellt und als germanisch *Haisja- bestimmt. Beide stellten einen Bezug zu lokalen historischen altsächsischen Namensbelegen her, wie zu dem Ortsnamen des heutigen Essener Stadtteils Heisingen Heisingi  und zum Gewässer der Hesper Hēsapa. Günter Neumann erweiterte das Untersuchungsfeld von heissi zu altgermanischen und altdeutschen Belegen deren -ī-/-ja-Wortstamm in Ortsnamen und Stellenbezeichnungen im Grundwort vorliegen und einen Baumnamen enthalten (beispielsweise Eihhi Eichstätt urkundlich lateinisch locus rubus zu eihi-stat; Aichwald zu eihhi-la) zu neuhochdeutsch Heister, mittelniederdeutsch he(i)ster, mittelniederländisch heister aus germanisch *haistru, haistra sowie zu niederdeutsch hēs- und altsächsisch hêsipenning = Holzsteuer in Beziehung zu den Arten der Eiche und Buche. Damit ergibt sich eine Toponomie aus der landschaftlichen Begebenheit des bewaldeten Höhenzugs des Ruhr-Unterlaufs als strategische wichtige Passage für die Römer, die die lokale germanische Benennung übernommen hatten und die Beschreibung und Nutzung der einheimischen Bevölkerung reflektiert, insbesondere durch die mittelalterliche Fortführung bis hin zum heutigen verbliebenen Forststücks Hessiwald zwischen Essen-Werden und Essen-Altstadt. Harald von Petrikovits Ausführungen zu den verschiedenen optionalen Marschrouten des Germanicus und mithin der des Tiberius zeigen zudem an, dass die ursprüngliche umfassende Fläche des Waldgebiets bedeutend größer war.